# Ellipinion bucephalum
Ellipinion bucephalum är en sjögurkeart som beskrevs av Hans Jacob Hansen 1975. Ellipinion bucephalum ingår i släktet Ellipinion och familjen Elpidiidae. Inga underarter finns listade i Catalogue of Life.